# ラレオ湖
ラレオ湖またはラレオ貯水池（バスク語、Lareo urtegia）は、スペイン・バスク州にある人工湖。

## 地理

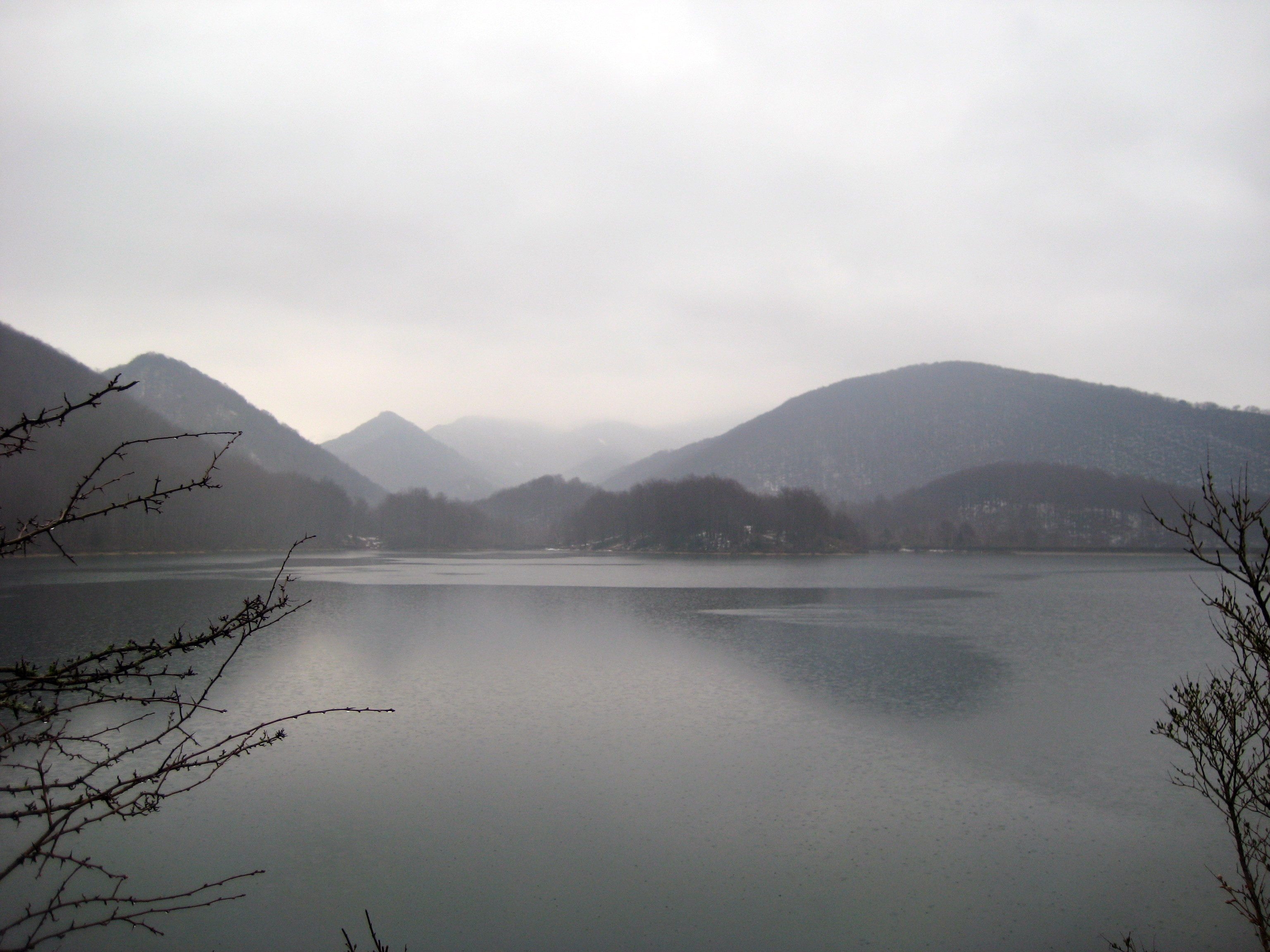
ラレオ湖

ラレオ湖はバスク州とナバーラ州との州境付近に存在するものの、その全体がバスク州側のギプスコア県に属している。この湖の南西にはマルコルブル山が位置している

。
ただし、この付近はアララル山地と呼ばれる山がちな地域であり、主な山だけで、ラレオ湖の北西にはeu:Sarastarri

、湖の北東にはアカイツ・チキ山といった山々が存在している。なお、この湖の周辺地域は、1994年4月26日にアララル自然公園に指定された。

## 貯水池と
ラレオ貯水池の貯水量は223万 m3である

。
この貯水池の水は、主にアタウンに供給されている

。
なお、この湖の周囲には散策路が整備されており、ダムの上も含めて湖の周囲を一周できるようになっている

。

## 生物相
ラレオ湖では、少数ながら水鳥の越冬が確認されている。2006年1月15日の調査で確認されたのは、アオサギが1羽、ヒドリガモが2羽、マガモが7羽の合計3種、10羽であった

。